# ترجمة صحفية
الترجمة الصحفية هي نوع الترجمة المستخدمة بشكل خاص في الصحف. وتعد مجال بحث جديد إلى حد ما في دراسات الترجمة . فقد تم إجراء أول بحث حول الترجمة الصحفية في منتصف العقد الأول من القرن العشرين، لكن الترجمات بدأت تظهر في الصحف في وقت مبكر من القرن السابع عشر.

## الخلفية
لقد أصبحت وسائل الإعلام والترجمة تخصصين لا ينفصلان في ظل العولمة القائمة؛ حيث يؤديان دورًا لا غنى عنه في نقل الأخبار على الصعيد الدولي. فلا يقتصر دورهما على نقل المعلومات إلى القارئ فحسب، بل يعملان أيضًا على تسهيل تدفق تلك المعلومات. وكانت النصوص الإخبارية التي نُشرت في بادئ الأمر مكتوبة بخط اليد، ولا تزال قلة قليلة من هذه النصوص المبكرة موجودة حتى اليوم. أولى «الصحف» كانت تسمى أفيزي، وهي كلمة من أصل إيطالي. وكانت الترجمة، ولا تزال، جزءًا لا يتجزأ من الصحافة، حتى يتم توعية الجمهور بالأحداث المؤثرة التي تحدث حول العالم. على سبيل المثال، خلال الحربين العالميتين الأولى والثانية، كانت الترجمة الصحفية هي الطريقة التي تم بها اطلاع الناس على المعارك الدائرة في أوروبا والشرق الأوسط.

## الترجمة الصحفية في إنجلترا خلال القرن السابع عشر عن الحرب
عندما ظهرت الصحف لأول مرة في إنجلترا، كانت الترجمة من اللاتينية والألمانية والفرنسية. كانت جريدة كورانت، التي كانت أيضًا بمثابة ترجمة للنصوص المنشورة في أجزاء أخرى من أوروبا، تحاكي النموذج الهولندي حيث كانت تُنشر في الغالب في أمستردام وألكمار ولاهاي. ويقال إنها أول صحيفة مطبوعة في إنجلترا.

### ذا لندن غازيت
في نهاية القرن السابع عشر، نشرت ذا لندن غازيت خبرًا عن الحروب في إسبانيا بالإضافة إلى زواج ملكة إسبانيا. فعلى سبيل المثال، في عام 1693، كتبت الجريدة تقريرًا عن معركة لاندن في فلاندرز، حيث عبّروا عن النتيجة المأساوية التي تمثلت في الخسائر البشرية للحرب.
وفي عامي 1698 و1699، نشرت صحيفة ذا لندن غازيت عن البابويين خلافًا بين الإمبراطور والبابا عام 1698 وتعيين كبير المحققين في إسبانيا عام 1699.

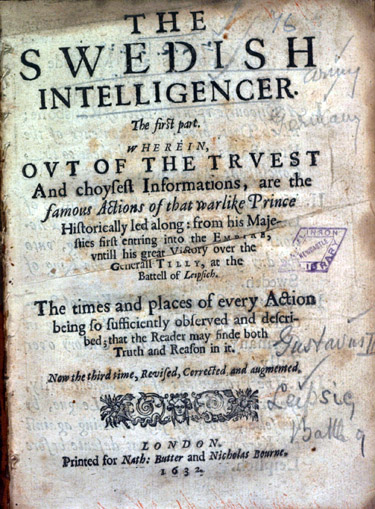
دليل على الترجمة الصحفية

### ذا سويديش إنتيليجَنسَر
من الأمثلة الأخرى على الترجمة الصحفية جريدة ذا سويديش إنتيليجَنسَر، التي أنشأها ويليام واتس. وقد نُشرت الصحيفة في لندن بين عامي 1632 و 1633، وكانت تشير إلى مصادر ترجمتها. فعلى سبيل المثال، ذكر كاتب الأخبار مصادره بوضوح، والتي كانت في معظمها من مصدر هولندي.

### أمثلة أخرى
كان بعض مترجمي النشرات القارية لاجئون دينيون أتوا أساسًا من فرنسا. حيث كان الهوغونوتيون، الذين كانوا قد فروا من الاضطهاد، يعملون كمترجمين.
في 11 مارس 1702، كان العدد الأول من ذا ديلي كورانت يتألف من مجرد ترجمة لصحيفة فرنسية إلى جانب صحيفتين هولنديتين. وكان من الواضح تمامًا أن المعنى الكامن بين السطور معادٍ للكاثوليك.